# TrackMania 2
TrackMania 2 (estilizado TrackMania²) es un videojuego de carreras desarrollado por Nadeo y publicado por Ubisoft. Fue anunciado que Trackmania 2 aparecería en el Electronic Sports League Arena en la Gamescom 2011. La ESL hospedaría una experiencia exclusiva donde se podría jugar el juego antes de su salida.
El lanzamiento de TrackMania 2: Canyon fue tratado de una manera única, con una combinación de beta-abierta/reserva disponible a partir del 17 de agosto. Esto permitió a aquellos con acceso de reserva acceder a la beta multijugador, el resto de características se activaron automáticamente con el lanzamiento del juego.

## Jugabilidad
TrackMania 2: Canyon presenta una jugabilidad similar a la de juegos previos de la serie. El jugador puede correr en varias pistas, con la habilidad de hacer piruetas en varios modos, incluyendo un campeonato y un modo cooperativo, añadiéndose posteriormente de forma gratuita el modo plataformas de entregas anteriores de la franquicia. Volvió el editor de pistas disponible en entregas pasadas e incluye una nueva posibilidad de crear pistas personalizadas, aunque esta característica no estuvo disponible en el lanzamiento. Una nueva "Mania script" se creó para ayudar a los jugadores a añadir nuevas características al juego (pistas, vehículos, etc). TrackMania 2: Canyon tiene lugar en un nuevo entorno para la serie, un cañón.
El videojuego cuenta tanto con una campaña individual de 65 pistas en el modo carrera, como modo multijugador local y en línea, con soporte para hasta 200 jugadores en un solo circuito.

## Contenido futuro
A lo largo de los años, TrackMania 2 se convirtió en una colección de 4 entregas, saliendo más adelante Stadium y Valley en 2013, y Lagoon en 2017.

## ManiaPlanet
El videojuego fue lanzado para una plataforma de lanzamiento de juegos en Microsoft Windows.

## Curiosidades
Es el primer videojuego en:
- Pertenecer a la plataforma ManiaPlanet.
- Ser publicado por Nadeo tras la adquisición del estudio por parte de Ubisoft.